# الطريق الأوروبي E66
الطريق الأوروبي E66 هو طريق من شبكة الطرق الأوروبية الدولية. يمتد بين الغرب والشرق يبلغ طوله 651 كيلومتر (405 ميل) من فرانزينفيست في إيطاليا إلى سيكشفهيرفار في المجر، ويربط جبال الألب بسهل بانونيا.